# Gang Beasts
Gang Beasts (с англ. — «банда зверей») — локальный и многопользовательский файтинг, разработанный и изданный британской студией Boneloaf (ранее издавался американской компанией Double Fine Presents). Игра выпущена в Steam в раннем доступе 29 августа 2014 года на Windows, OS X и Linux. Релиз игры также состоялся на консолях PlayStation 4 и PlayStation VR, 12 декабря 2017 года, а на Xbox One состоялся 27 марта 2019 года.

## Геймплей
Gang Beasts — многопользовательская игра в жанре beat 'em up party с желатиновыми и довольно гибкими персонажами, последовательностями рукопашных схваток и опасными условиями, действие которой разворачивается в вымышленном метрополисе Beef City. В первоначальной версии игра содержала восемь многопользовательских этапов и настройку костюма. Основной игровой процесс включает в себя использование различных физических способностей, таких как удары руками или ногами по противнику до тех пор, пока он не будет в нокауте, а затем перебросить его туда, где игрок умирает. Однако противники, которые были сбиты с ног, не являются полностью беззащитными, так как они могут дать отпор, чтобы освободиться.

## Отзывы и мнения
| Сводный рейтинг    | Сводный рейтинг                     |
| Агрегатор          | Оценка                              |
| ------------------ | ----------------------------------- |
| GameRankings       | 69,29 %                             |
| Metacritic         | PS4: 68/100 XONE: 67/100 NS: 68/100 |
| Иноязычные издания |                                     |
| Издание            | Оценка                              |
| Destructoid        | 6/10                                |
| Hardcore Gamer     | 4/5                                 |
| PC Gamer (US)      | 64/100                              |
| Shacknews          | 6/10                                |

Уже в бесплатной альфа-версии, а также после выхода Steam Early Access, игра имела положительные отзывы критиков и фанатов. В комментариях Кит Стюарт из The Guardian назвал её «вероятно, одним из самых глупых beat-'em-up'ов, когда-либо созданных», Джессика Кондитт из Engadget назвала «веселым времяпрепровождением», а Стив Хансен из Destructoid подчеркнул, как хорошо проявляется его странность.
Помимо раннего доступа, Gang Beasts получила смешанные отзывы критиков как в версиях игры для ПК, так и для PlayStation 4. На сайте Metacritic игра получила оценку 67/100 для версии для PlayStation 4 на основе 8 отзывов, что указывает на «смешанные или средние отзывы».
Игра была номинирована на премию SXSW Gaming Awards 2018 в категории «Лучший мультиплеер», а также на 14th British Academy Games Awards в номинации «Мультиплеер».
Летом 2018 года, благодаря уязвимости в защите Steam Web API, стало известно, что точное количество пользователей сервиса Steam, которые играли в игру хотя бы один раз, составляет 1 689 567 человек.